# Doc Watson

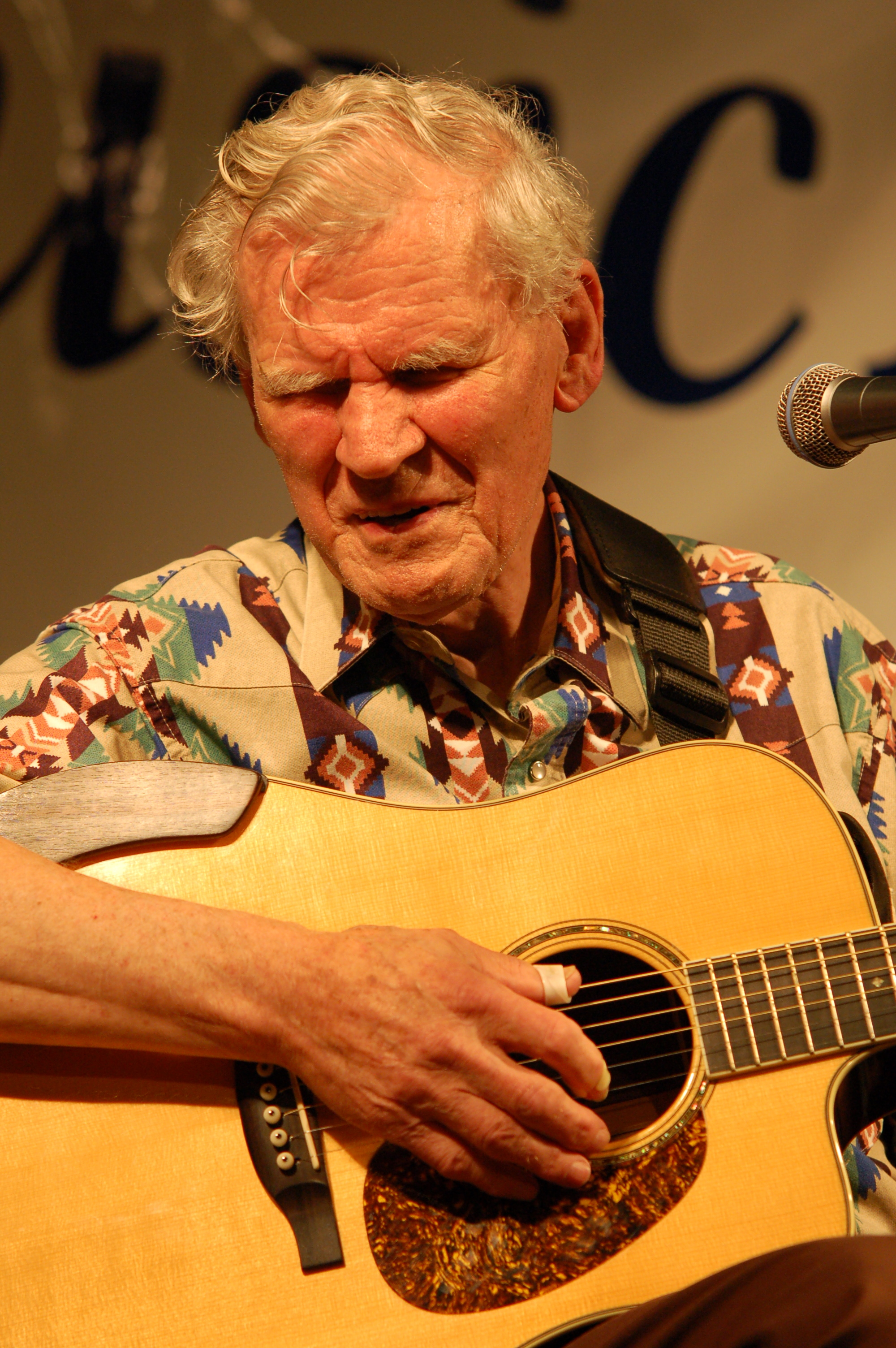
Doc Watson (2009)

Arthel Lane „Doc“ Watson (* 3. März 1923 in Deep Gap, North Carolina; † 29. Mai 2012 in Winston-Salem, North Carolina) war ein US-amerikanischer Gitarrist und Sänger von Country-, Bluegrass-, Gospel- und Folksongs.

## Leben
Zu seinem Künstlernamen „Doc“ kam Arthel Lane Watson während einer öffentlichen Radioübertragung aus einem Möbelhaus in Lenoir (North Carolina) zu Beginn der 1940er Jahre. Der Radiomoderator fand seinen Namen Arthel zu unaussprechlich für die Sendung, und eine Zuhörerin vor Ort schlug vor, ihn „Doc“ zu nennen, möglicherweise in Anspielung auf Sherlock Holmes’ Assistenten. Von da an hieß er in der Öffentlichkeit Doc Watson.

### Kindheit und Jugend
Der im ersten Lebensjahr an den Folgen einer Augeninfektion erblindete Watson wuchs in einer außerordentlich musikalischen Familie auf. Mutter Annie war eine Sängerin traditioneller und religiöser Lieder, während Vater General das Banjo spielte, das auch Watsons erstes Saiteninstrument wurde.
Watson besuchte die Blindenschule, in der er mit Jazz, Klassik und der Musik von Django Reinhardt konfrontiert wurde. Dadurch machte er wesentlich mehr musikalische Erfahrungen als andere und bekam einen umfassenderen Zugang zu Musik. Hier unterschied er sich später deutlich von anderen Countrymusikern. Der Talentescout, Musiker und Produzent Ralph Rinzler schrieb über ihn: „Doc ist ein musikalischer Mischling, aber ein Mischling von besonderer Art.“
Im Alter von dreizehn Jahren spielte Watson seinem Vater auf einer ausgeliehenen Gitarre das selbst erlernte Stück When the Roses Bloom in Dixieland vor. Dieser war vom Können seines Sohnes so beeindruckt, dass er ihn in einen Laden mitnahm und ihm dort eine 12-Dollar-Stella-Gitarre kaufte.
Watson entwickelte in weiterer Folge einen eigenständigen, persönlichen Stil, der beeinflusst wurde durch Platten des Banjospezialisten Clarence Ashley, der Carter Family, Jimmie Rodgers u. a. durch die damals sehr einflussreichen Country-Radioprogramme und außerdem durch die traditionelle Musik, die er von seinen Eltern vermittelt bekam.

### Heirat und Kinder
Watson machte nun in erster Linie Musik mit der Familie und Nachbarn wie dem Fiddler Gaither Carlton, dessen Tochter Rosa Lee er 1947 heiratete. 1949 wurde Eddy Merle Watson (so benannt nach Eddy Arnold und Merle Travis) geboren. Tochter Nancy Ellen Watson kam 1951 zur Welt.

### Musikerkarriere
Es dauerte bis 1953, ehe Watson mit dem Pianisten Jack Williams und dessen Country and Western Swing Band erste bezahlte Auftritte spielte. Das Repertoire beinhaltete neben Western Swing auch Rockabilly und eine dem Kommerz angepasste Countrymusik. Watson spielte Lead-Gitarre, wobei er eine Gibson Les Paul E-Gitarre als Instrument verwendete. Im 1995 erschienenen Album Docabilly würdigte Watson diesen für ihn eher untypischen Karriereabschnitt noch einmal.
1960 besuchte Ralph Rinzler Docs Nachbarn Clarence Ashley, um mit ihm Aufnahmen zu machen. Dabei lernte Rinzler auch Watson kennen und war von dessen instrumentalen Fertigkeiten so beeindruckt, dass er ihn kurzerhand in die Aufnahmesessions mit Ashley miteinbezog. Das daraus entstandene Album war Watsons erste Plattenaufnahme und erschien unter dem Titel Old Time Music at Clarence Ashley’s.
Die Phase der stromverstärkten Gitarre war damit vorbei und Watson nahm im folgenden Jahr mit Clarence Ashley, dem Fiddler Fred Price und dem Gitarristen Clint Howard am später legendär gewordenen Friends of Old Time Music Concert in New York teil. In weiterer Folge gab Watson Konzerte in der Carnegie Hall und beim Newport Folk Festival. Dort wurde 1963 und 1964 das Doppelalbum The Essential Doc Watson mitgeschnitten, auf dem er von Junior Huskey (Bass), Floyd Cramer (Piano), Shot Jackson (Dobro), Buddy Harman (Schlagzeug) u. a. begleitet wurde. Auf solchen Live-Alben erzählte Watson auch schon mal humorige Kurzgeschichten wie The Preacher and the Bicycle; zu finden auf der Doppel-LP Doc Watson on Stage. Ab Mitte der 1960er Jahre arbeitete Watson ebenfalls mit dem „Father of Bluegrass“ Bill Monroe zusammen, mit dem er auf den verschiedenen Bluegrass- und Folk-Konzerten auftrat. Ihre Zusammenarbeit gipfelte 1978 mit dem gemeinsamen Album Bill and Doc Sing Country Songs.
Seine Auftritte in Gerde’s Folk City in Greenwich Village brachten ihn in Kontakt mit Musikern, die in ihren Songs Kritik an politischen und gesellschaftlichen Missständen übten. Durch das persönliche Kennenlernen dieser Künstler entwickelte Watson, der sich selbst stets der konservativen Haltung seiner Eltern verbunden fühlte, eine offenere Haltung gegenüber Musikern wie Joan Baez und Tom Paxton. Auch hier bestand ein Unterschied zu vielen anderen Countrymusikern.

### Spieltechnik und Einflüsse
Von Maybelle Carter von der Carter Family übernahm Watson zunächst die in der traditionellen „Old Time Music“ übliche Daumenpick-Technik (to pick: [Gitarre] „zupfen“), auch Fingerstyle genannt. Beeinflusst von Jimmie Rodgers wechselte er dann zum Straight Pick und entwickelte in weiterer Folge das Flatpickingspiel zu einer konzertanten Perfektion. Neben dem großen Vorbild Django Reinhardt übten auch noch andere Musiker wie die Delmore Brothers, Merle Travis, Chet Atkins u. a. einen maßgeblichen Einfluss auf Doc Watson aus. Bestimmend blieb für ihn jedoch zeitlebens die Musik seiner Heimat in den Appalachen. Diese Gebirgsregion gilt als die Wiege der weißen, amerikanischen Bluegrass-, Hillbilly- und Countrymusik.

### Merle Watson
Merle Watson, der sich im Lauf der Jahre selbst zu einem erstklassigen Gitarristen und Banjospieler entwickelt hatte und trotz des direkten Einflusses des Vaters ebenso wie dieser seinen eigenen, an Musikern wie Mississippi John Hurt orientierten Stil fand, arbeitete ab Mitte der 1960er Jahre mit seinem Vater in musikalischer wie in administrativer Weise zusammen. Dieses produktive Zusammenwirken führte die beiden bei Tourneen durch Europa und Asien; außerdem wurden mehr als ein Dutzend Platten eingespielt. Durch einen Traktorunfall, bei dem Merle 1985 ums Leben kam, fand diese Phase ein abruptes Ende.
Jack Lawrence, ein Freund von Merle, nahm – zumindest als Musiker – dessen Platz neben Doc Watson ein. Obwohl dieser vom Verlust seines Sohnes schwer getroffen wurde, führte er seine Tätigkeit als Musiker fort und veröffentlichte in fast regelmäßigen Abständen Alben wie das 1990 erschienene On Praying Ground und Legacy aus dem Jahr 2002.

## Würdigung
In seinem Genre nimmt Doc Watson eine Sonderstellung ein. In puncto Geschwindigkeit, Präzision und musikalischem Ausdruck setzte Watson mit seinem Gitarrenspiel neue Maßstäbe. Er übte nicht nur auf die amerikanische Folkmusik, sondern genreübergreifend auf Gitarristen in der ganzen Welt einen großen Einfluss aus. Es ist zu einem großen Teil sein Verdienst, dass die Gitarre in der Folk-, Bluegrass- und Countrymusik das führende Instrument wurde. Sein Bluegrass-Leadguitarstil wurde von Musikern wie Clarence White und Tony Rice übernommen und weiterentwickelt. Dan Miller vom „Flatpicking Guitar Magazine“ über Watson: „Playing for the Love of Music is what has sustained Doc Watson...“

## Diskografie (Auswahl)

### Alben
| Jahr | Titel                     | Höchstplatzierung, Gesamtwochen, AuszeichnungChartplatzierungen (Jahr, Titel, Platzierungen, Wochen, Auszeichnungen, Anmerkungen) | Höchstplatzierung, Gesamtwochen, AuszeichnungChartplatzierungen (Jahr, Titel, Platzierungen, Wochen, Auszeichnungen, Anmerkungen) | Anmerkungen                     |
| Jahr | Titel                     | US | Country | Anmerkungen                     |
| ---- | ------------------------- | --- | --- | ------------------------------- |
| 1972 | Elementary Doctor Watson! | — | Country44 (3 Wo.)Country |                                 |
| 1973 | Then And Now              | — | Country44 (2 Wo.)Country |                                 |
| 1975 | Memories                  | US193 (3 Wo.)US | Country47 (4 Wo.)Country |                                 |
| 1976 | Doc And The Boys          | — | Country41 (4 Wo.)Country |                                 |
| 2003 | The Three Pickers         | US179 (4 Wo.)US | Country24 (16 Wo.)Country | mit Earl Scruggs & Ricky Skaggs |

### Singles
| Jahr | Titel Album    | Höchstplatzierung, Gesamtwochen, AuszeichnungChartsChartplatzierungen (Jahr, Titel, Album, Platzierungen, Wochen, Auszeichnungen, Anmerkungen) | Anmerkungen      |
| Jahr | Titel Album    | Country | Anmerkungen      |
| ---- | -------------- | --- | ---------------- |
| 1973 | Bottle of Wine | Country71 (7 Wo.)Country | mit Merle Watson |

## Grammys
- 1974: Best Ethnic or Traditional Recording (Including Traditional Blues) für Then and Now
- 1975: Best Ethnic or Traditional Recording für Two Days in November (mit Merle Watson)
- 1980: Best Country Instrumental Performance für Big Sandy/Leather Britches (mit Merle Watson)
- 1987: Best Traditional Folk Recording für Riding the Midnight Train
- 1991: Best Traditional Folk Recording für On Praying Ground
- 2003: Best Traditional Folk Recording für Legacy (mit David Holt)